# 和亲泡
和亲泡是一个位于中国吉林省双辽市的湖泊，面积约为2.5平方千米，平均水深约为1.5米。